# Friends (schwedische Band)
Friends war eine Dansband aus Schweden, die von 1999 bis 2002 bestand.

## Werdegang
Die Gruppe wurde 1999 in der TV4-Sendung Friends på turné gecastet, die in 26 Folgen die Gründung und anschließende Tournee einer Popgruppe zum Inhalt hatte. Im selben Jahr erschien auch das Debütalbum. 2000 nahmen sie beim Melodifestivalen teil und erreichten den zweiten Platz mit dem Song När jag tänker på i morgon.
Als Gewinner des Melodifestivalen 2001 nahm sie am Eurovision Song Contest 2001 für Schweden teil. Mit dem Titel Listen to your Heartbeat erreichten sie Platz 5.
Auch 2002 nahm die Gruppe am Melodifestivalen teil, dort erreichte sie mit dem Titel The One That You Need den achten Platz. Die Gruppe löste sich Ende 2002 auf.

## Diskografie

### Alben
| Jahr | Titel                    | Höchstplatzierung, Gesamtwochen, AuszeichnungChartsChartplatzierungen (Jahr, Titel, Platzierungen, Wochen, Auszeichnungen, Anmerkungen) | Anmerkungen                              |
| Jahr | Titel                    | SE | Anmerkungen                              |
| ---- | ------------------------ | --- | ---------------------------------------- |
| 1999 | Friends på turne         | SE8 Gold · (16 Wo.)SE |                                          |
| 2000 | Blickar som tänder       | SE17 (6 Wo.)SE |                                          |
| 2001 | Lyssna till ditt hjärta  | SE49 Gold · (4 Wo.)SE |                                          |
| 2001 | Listen to Your Heartbeat | SE3 Gold · (11 Wo.)SE |                                          |
| 2002 | Dance with Me            | SE15 (6 Wo.)SE | Erstveröffentlichung: 30. September 2002 |

### Singles
| Jahr | Titel Album                                  | Höchstplatzierung, Gesamtwochen, AuszeichnungChartsChartplatzierungen (Jahr, Titel, Album, Platzierungen, Wochen, Auszeichnungen, Anmerkungen) | Anmerkungen |
| Jahr | Titel Album                                  | SE | Anmerkungen |
| ---- | -------------------------------------------- | --- | ----------- |
| 1999 | Vi behöver varaan Friends på turné           | SE25 (10 Wo.)SE |             |
| 2000 | Vad jag än säger dig Friends på turné        | SE48 (2 Wo.)SE |             |
| 2000 | När jäg tänker på imorgon Blickar som tänder | SE14 (10 Wo.)SE |             |
| 2000 | Holiday Blickar som tänder                   | SE42 (4 Wo.)SE |             |
| 2001 | En liten röst –                              | SE41 (2 Wo.)SE |             |
| 2001 | Lyssna till ditt hjärta –                    | SE4 Platin · (25 Wo.)SE |             |
| 2001 | I’d Love You to Want Me –                    | SE32 (7 Wo.)SE |             |
| 2002 | The One That You Need Dance with Me          | SE24 (7 Wo.)SE |             |
| 2002 | Dance with Me                                | SE52 (2 Wo.)SE |             |